# Râul Valea Hotarului, Dâmbovița
Râul Valea Hotarului sau Pârâul Hotarului este un curs de apă, afluent al râului Dâmbovița. 